# Trestieni (okręg Vrancea)
Triesteni – wieś w Rumunii, w okręgu Vrancea, w gminie Tâmboești. W 2011 roku liczyła 137
mieszkańców